# Woody Harrelson

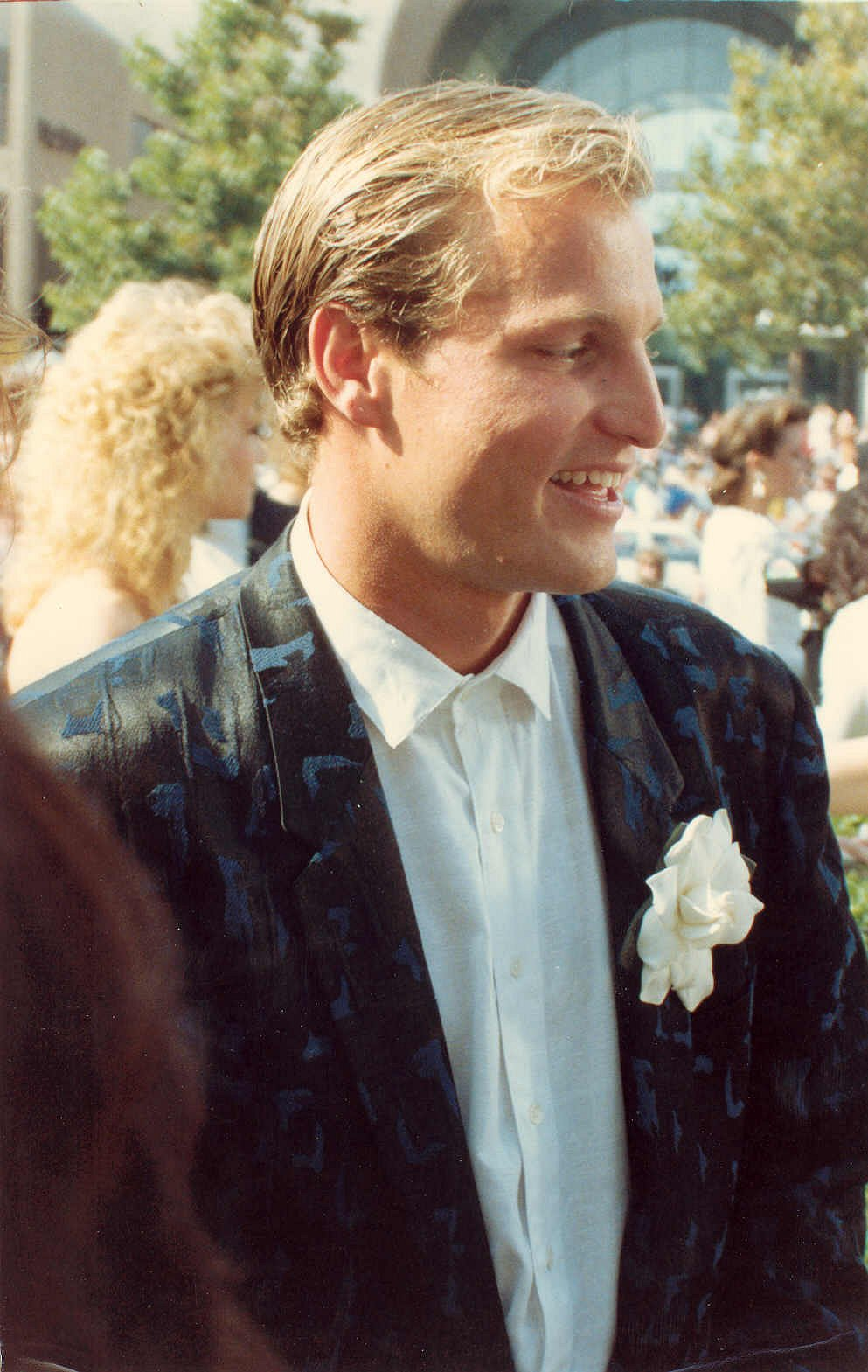
Harrelson na 40. ročníku Emmy Awards

Woody Harrelson, rodným jménem Woodrow Tracy Harrelson (* 23. července 1961, Midland, Texas, Spojené státy americké) je americký herec.
Proslul především svojí hlavní rolí ve filmu Miloše Formana Lid versus Larry Flynt, v němž si zahrál Larryho Flynta, vydavatele pánského časopisu Hustler. Zahrál si také role Tallahasseeho ve filmu Zombieland (2009), kapitána Tonyho Stone ve filmu The Messenger (2009), Daveho Browna ve filmu Rampart (2011), Charlieho Frosta ve filmu 2012 (2009), Haymitche Abernathyho ve filmové sérii Hunger Games (2012–2015), Merritta McKinneyho ve filmech Podfukáři (2013) a Podfukáři 2 (2016), poručíka ve filmu Válka o planetu opic (2017), Rexe Wallse ve filmu Skleněný zámek (2017), Billa Willoughbyho ve filmu Tři billboardy kousek za Ebbingem (2017), Tobiase Becketta ve filmu Solo: Star Wars Story (2018) a Maneyho Gault ve filmu Dálniční hlídka (2019).
Harrelson získal tři nominace na Oscara, a to za role ve filmech Lid versus Larry Flynt, The Messenger a Tři billboardy kousek za Ebbingem. Za roli v seriálu Na zdraví získal pět nominací na cenu Emmy a jednu získal v roce 1989.
Je ženatý, má tři dcery. Je vegan a aktivista za legalizaci marihuany.
Jeho otcem byl vrah Charles Harrelson.

## Filmografie

### Film
| Rok  | Název                                | Role                            | Poznámky                             |
| ---- | ------------------------------------ | ------------------------------- | ------------------------------------ |
| 1986 | Trenérka                             | Krushinski                      |                                      |
| 1987 | Čarodějka z Bay Cove                 | Slater                          |                                      |
| 1988 | Cool Blue                            | Dustin                          |                                      |
| 1988 | Mickey's 60th Birthday               | Woody Boyd                      |                                      |
| 1988 | Killer Instinct                      | Charlie Long                    |                                      |
| 1990 | Příběh z Los Angeles                 | Harris' Boss                    |                                      |
| 1990 | Mother Goose Rock 'n' Rhyme          | Lou the Lamb                    |                                      |
| 1991 | Doktor Hollywood                     | Hank Gordon                     |                                      |
| 1991 | Ted & Venus                          | Homeless Vietnam Veteran        |                                      |
| 1992 | Bílí muži neumějí skákat             | Billy Hoyle                     |                                      |
| 1992 | Cheers: Last Call!                   | Woody Boyd                      |                                      |
| 1993 | Neslušný návrh                       | David Murphy                    |                                      |
| 1994 | Takoví normální zabijáci             | Mickey Knox                     |                                      |
| 1994 | Cesta kovbojů                        | Pepper Lewis                    |                                      |
| 1994 | Princezna                            | Ground Zero Hero                |                                      |
| 1995 | Vlak plný peněz                      | Charlie                         |                                      |
| 1996 | Lid versus Larry Flynt               | Larry Flynt                     |                                      |
| 1996 | Kingpin                              | Roy Munson                      |                                      |
| 1996 | Jít za sluncem                       | Dr. Michael Reynolds            |                                      |
| 1997 | Vrtěti psem                          | Sgt. William Schumann           |                                      |
| 1997 | Vítejte v Sarajevu                   | Jordan Flynn                    |                                      |
| 1998 | Tenká červená linie                  | Sgt. Keck                       |                                      |
| 1998 | Palmetto                             | Harry Barber                    |                                      |
| 1998 | Poslední kovboj                      | Big Boy Matson                  |                                      |
| 1999 | Boxeři                               | Vince Boudreau                  |                                      |
| 1999 | EDtv                                 | Ray Pekurny                     |                                      |
| 1999 | Austin Powers: Špion, který mě vojel | on sám                          |                                      |
| 1999 | Grass                                | on sám                          |                                      |
| 2003 | Kurs sebeovládání                    | Galaxia/Security Gary           |                                      |
| 2003 | Go Further                           | on sám                          |                                      |
| 2003 | Bláznivej sejf                       | Jason 'Woods' Valley            |                                      |
| 2004 | Když se setmí                        | Stanley "Stan" P. Lloyd         |                                      |
| 2004 | Nesnáší mne                          | Lenald Power                    |                                      |
| 2005 | Její případ                          | Bill White                      |                                      |
| 2005 | The Prize Winner of Defiance, Ohio   | Leo "Kelly" Ryan                |                                      |
| 2005 | Zmražená pojistka                    | Raymond "Ray" Barnell           |                                      |
| 2006 | Zachraňte Jimmyho                    | Roy Arnie (dabing)              |                                      |
| 2006 | Temný obraz                          | Ernie Luckman                   |                                      |
| 2006 | Zítra nehrajeme!                     | Dusty                           |                                      |
| 2007 | Jako vzteklí psi                     | Carter Page III                 |                                      |
| 2007 | Tahle země není pro starý            | Carson Wells                    |                                      |
| 2007 | Vzpoura v Seattlu                    | Dale                            |                                      |
| 2007 | Pokerový král                        | One Eyed Jack Faro              |                                      |
| 2007 | Nanking                              | Bob Wilson                      |                                      |
| 2008 | Poloprofesionál                      | Ed Monix                        |                                      |
| 2008 | Opravdový život                      | Randall                         |                                      |
| 2008 | Transsibiřský expres                 | Roy                             |                                      |
| 2008 | Surfařská svoboda                    | Jack                            |                                      |
| 2008 | Management                           | Jango                           |                                      |
| 2008 | Sedm životů                          | Ezra Turner                     |                                      |
| 2009 | The Messenger                        | kapitán Anthony 'Tony' Stone    |                                      |
| 2009 | Defendor                             | Arthur Poppington/obránce       |                                      |
| 2009 | Zombieland                           | Tallahassee                     |                                      |
| 2009 | 2012                                 | Charlie Frost                   |                                      |
| 2011 | Kamarád taky rád                     | Tommy                           |                                      |
| 2011 | Bunraku                              | Barman                          |                                      |
| 2011 | Policejní divize Rampart             | Dave Brown                      |                                      |
| 2012 | Prezidentské volby                   | Steve Schmidt                   |                                      |
| 2012 | Sedm psychopatů                      |                                 |                                      |
| 2012 | Hunger Games                         | Haymitch Abernathy              |                                      |
| 2013 | Hunger Games: Vražedná pomsta        | Haymitch Abernathy              |                                      |
| 2013 | Podfukáři                            | Merritt McKinney                |                                      |
| 2013 | Pryč od pece                         | Harlan DeGroat                  |                                      |
| 2013 | Ptačí úlet                           | Jake (hlas)                     |                                      |
| 2014 | Hunger Games: Síla vzdoru 1. část    | Haymitch Abernathy              |                                      |
| 2015 | Hunger Games: Síla vzdoru 2. část    | Haymitch Abernathy              |                                      |
| 2016 | Triple 9                             | seržant detektiv Jeffrey Allen  |                                      |
| 2016 | Podfukáři 2                          | Merritt McKinney/Chase McKinney |                                      |
| 2016 | LBJ                                  | Lyndon B. Johnson               |                                      |
| 2016 | Hořkých sedmnáct                     | pan Bruner                      |                                      |
| 2016 | Duel v Mount Hermonu                 | Abraham Brant                   |                                      |
| 2017 | Válka o planetu opic                 | plukovník                       |                                      |
| 2017 | Wilson                               | Wilson                          |                                      |
| 2017 | Skleněný zámek                       | Rex Walls                       |                                      |
| 2017 | Tři billboardy kousek za Ebbingem    | šerif Bill Willoughby           |                                      |
| 2017 | Lost in London                       | Sám sebe                        | také režisér, scenárista a producent |
| 2017 | Šok a úžas                           | Jonathan Landay                 |                                      |
| 2018 | Solo: A Star Wars Story              | Beckett                         |                                      |
| 2018 | Venom                                | Cletus Kasady                   |                                      |
| 2019 | Dálniční hlídka                      | Maney Gault                     | také výkonný producent               |
| 2019 | Zombieland 2: Rána jistoty           | Tallahassee                     |                                      |
| 2019 | Bitva u Midway                       | admirál Chester Nimitz          |                                      |
| 2020 | Kiss the Ground                      | vypravěč                        |                                      |
| 2021 | Kate                                 | Varrick                         |                                      |
| 2021 | Venom 2: Carnage přichází            | Cletus Kasady                   |                                      |
| 2022 | Trojúhelník smutku                   | kapitán Thomas Smith            |                                      |
| 2022 | Muž z Toronta                        | Randy                           |                                      |
| 2024 | Vezmi mě na Měsíc                    | Moe Berkus                      |                                      |
| 2025 | Poslední nádech                      | Duncan Allcock                  |                                      |

### Televize
| Rok        | Název                                                                                  | Role                  | Poznámky                                         |
| ---------- | -------------------------------------------------------------------------------------- | --------------------- | ------------------------------------------------ |
| 1985–1993  | Na zdraví                                                                              | Woody Boyd            | 200 dílů                                         |
| 1987       | Čarodějka z Bay Cove                                                                   | Slatergsy             | TV film                                          |
| 1988       | Mickey's 60th Birthday                                                                 | Woody Boyd            | TV speciál                                       |
| 1988       | Vražedný instinkt                                                                      | Charlie Long          | TV film                                          |
| 1989       | Dear John                                                                              | Richard               | díl: „Love and Marriage“                         |
| 1989       | Saturday Night Live                                                                    | Sám sebe (moderátor)  | díl: „Woody Harrelson/David Byrne“               |
| 1990       | Walt Disney's Wonderful World of Color                                                 | Woody Boyd            | díl: „Disneyland's 35th Anniversary Celebration“ |
| 1990       | Mother Goose Rock 'n' Rhyme                                                            | Lou the Lamb          | TV film                                          |
| 1992       | Saturday Night Live                                                                    | Sám sebe (moderátor)  | díl: „Woody Harrelson/Vanessa L. Williams“       |
| 1994       | Simpsonovi                                                                             | Woody Boyd (hlas)     | díl: „Strach z létání“                           |
| 1996       | Všichni starostovi muži                                                                | Tommy Dugan           | díl: „Na den starostou“                          |
| 1998       | Ellen                                                                                  | Henry                 | díl: „Ellen: A Hollywood Tribute: Part 2“        |
| 1999       | Frasier                                                                                | Woody Boyd            | díl: „Woodyho návštěva“                          |
| 2001–2002  | Will a Grace                                                                           | Nathan                | 7 dílů                                           |
| 2012       | Prezidentské volby                                                                     | Steve Schmidt         | TV film                                          |
| 2013       | David Blaine: Real or Magic                                                            | Sám sebe              | TV speciál                                       |
| 2014       | Temný případ                                                                           | Martin Hart           | 8 dílů, také producent                           |
| 2014       | Saturday Night Live                                                                    | Sám sebe (moderátor)  | díl: „Woody Harrelson/Kendrick Lamar“            |
| 2019       | Live in Front of a Studio Audience: Norman Lear's All in the Family and The Jeffersons | Archie Bunker         | TV speciál                                       |
| 2019       | Saturday Night Live                                                                    | Joe Biden             | 2 díly                                           |
| 2020–dosud | Zhulený bratři                                                                         | Franklin Freek (hlas) | hlavní role, také výkonný producent              |
| 2021       | Larry, kroť se                                                                         | Sám sebe              | díl: „The Watermelon“                            |
| 2023       | Instalatéři z Bílého domu                                                              | E. Howard Hunt        | také výkonný producent                           |